# Maisach
Maisach er en kommune i Landkreis Fürstenfeldbruck der ligger i den vestlige del af Regierungsbezirk Oberbayern i den tyske delstat Bayern. Den ligger omkring 4 km nord for Fürstenfeldbruck og 25 km vest for München. Arealmæssigt er Maisach den største kommune i landkreisen.

## Geografi
Kommunen Maisach ligger ved floden af samme navn Maisach.

## Landsbyer og bebyggelser
(De fremhævede er hovedbyerne i tidligere selvstændige kommuner)
- Maisach (5.193 indb.)
  - Anzhofen (10 indb.)
  - Diepoltshofen (71 indb.)
- Gernlinden (4.919 indb.)
  - Gernlinden-Ost (147 indb.)
- Überacker (902 indb.)
  - Fußberg (14 indb.)
  - Fußbergmoos (23 indb.)
  - Loderhof (13 indb.)
  - Pöcklhof (12 indb.)
  - Thal (22 indb.)
- Rottbach (268 indb.)
  - Deisenhofen (50 indb.)
  - Kuchenried (6 indb.)
  - Oberlappach (114 indb.)
  - Prack (25 indb.)
  - Unterlappach (17 indb.)
  - Weiherhaus (13 indb.)
  - Zötzelhofen (19 indb.)
- Germerswang (783 indb.)
  - Frauenberg (123 indb.)
  - Stefansberg (124 indb.)
- Malching (310 indb.)
  - Obermalching (19 indb.)
  - Galgen (22 indb.)

## Musik
Viking metal-bandet Equilibrium startede deres karriere i Maisach.